# فرایند تصادفی
فرایندهای تصادفی یا فرایندهای کاتوره‌ای (به انگلیسی: Stochastic processes یا Random processes) جنبه‌های نظری و پایه‌های ریاضی مربوط به فرایندهای کاتوره ای را در حوزهٔ ریاضیّات احتمالات مورد بررسی و واکاوی قرار می‌دهند. به عنوان ساده‌ترین مثال‌ها، می‌شود از رکوردهای ثبت‌شده از سیگنال‌های مربوط به پدیده‌هایی همچون زلزله، سیل، امواج دریا، یا تغییرات بازارهای بورس، یا پیام‌های ارسال‌شده در یک شبکهٔ مخابرات یاد کرد.

## تعریف
مجموعه‌ای از ورتنده‌های کاتوره‌ای است با اندیس مرحله یا زمان که وضعیت یک پدیده یا آزمایش کاتوره‌ای را در طول یک دوره نمایش می‌دهد. متغیرهای تصادفی و اندیس آنها می‌توان از انواع گسسته و پیوسته و نیز چندبعدی باشند. مثلاً بررسی وضعیت آب و هوا، تعداد افراد و وضعیت یک بازی در مکان‌ها، زمان‌ها یا مراحل مختلف. فرایندهای تصادفی یکی از علوم کاربردی وابسته به احتمال و آمار بوده که در سایر علوم و فنون دیگر کاربرد بسیاری دارد.
فرایندهای تصادفی در ابتدا در علم فیزیک و برای توصیف پدیده‌های تصادفی که حالت آنها در طی زمان تغییر می‌کند مطرح شد. در مدل‌سازی هر سیستم تصادفی که حالت آن در طی زمان (فضا یا سایر پارامترها) تغییر می‌کند، مدل باید قادر به توصیف حالت سیستم در طول زمان باشد. به عبارت دیگر مدل شامل دنباله‌ای از متغیرهای تصادفی است که پدیده تصادفی را توصیف می‌کند.
فرض کنید t متغیر زمان و x(t) متغیر تصادفی متناسب با t باشد. در این صورت یک فرایند تصادفی مجموعه‌ای از متغیرهای تصادفی {x(t):tЄT} است که در آن x(t) به ازای هر tЄT یک متغیر تصادفی است.
با این توضیح فرایندهای کاتوره‌ای مفهوم تعمیم‌یافته متغیرهای تصادفی است. برای تعریف یک فرایند تصادفی داریم:
T: مجموعه اندیس فرایند (فرایند).
مقادیر x: حالات فرایند.
S: فضای حالات فرایند.

## برخی فرایندهای تصادفی معروف
- فرایند زاد و مرگ
- یافتن تصادفی
- فرایند ورشکستگی قمارباز
- فرایند ارنفست
- فرایند وینر (حرکت براونی)
- فرایند پواسن
- زنجیره مارکف
- زنجیره مارکف مونت کارلو
- فرایند شکار و شکارچی
- فرایند نقطه‌ای
- فرایند تصادفی هندسی